# Sebastes sinensis
Sebastes sinensis és una espècie de peix pertanyent a la família dels sebàstids i a l'ordre dels escorpeniformes.

## Etimologia
Sebastes prové del mot grec sebastes (august, venerable), mentre que la paraula llatina sinensis (vivint al golf) fa referència a l'indret on viu: el golf de Califòrnia.

## Descripció
Fa 15,2 cm de llargària màxima. En vida, és de color rosa o vermell. Presenta taques de clares a fosques al dors i els flancs. Les membranes de la vora de l'aleta dorsal espinosa i de la part distal de les aletes pectorals són relativament clares en els joves, però negres en els adults. Les altres aletes són fosques sobre un fons rosa. El peritoneu i les cavitats bucals i branquials són de color negre atzabeja. Taca negrosa a l'opercle i taques vermelloses i negres al dors. La seua morfologia suggereix que està estretament relacionat amb Sebastes diploproa.

## Reproducció
És de fecundació interna i vivípar. Les femelles són sexualment madures quan assoleixen el 9,9 cm de longitud i la posta de les larves probablement té lloc durant l'hivern.

## Alimentació
El seu nivell tròfic és de 3,19.

## Hàbitat i distribució geogràfica
És un peix marí i batipelàgic (entre 290 i 670 m de fondària), el qual viu al Pacífic oriental central: és un endemisme del golf de Califòrnia (Mèxic).

## Observacions
És inofensiu per als humans i el seu índex de vulnerabilitat és moderat (38 de 100).